# 12. ceremonia wręczenia nagród British Academy Games Awards
12. ceremonia wręczenia nagród British Academy Games Awards za rok 2015 odbyła się 7 kwietnia 2016 roku w Tobacco Dock w Londynie. W czasie ceremonii zostały uhonorowane największe osiągnięcia w dziedzinie gier w 2015 roku. Galę po raz siódmy poprowadził komik i prezenter telewizyjny Dara Ó Briain.

## Nominacje
Nominacje do nagrody BAFTA za rok 2015 zostały ogłoszone 10 marca 2016 roku.
10, czyli najwięcej nominacji otrzymała gra Everybody’s Gone to the Rapture. Po 7 nominacji otrzymały gry Her Story i Wiedźmin 3: Dziki Gon. Po 5 nominacji otrzymały Batman: Arkham Knight, Life Is Strange i Rocket League.
Zwycięzcy zostali ogłoszeni w czasie ceremonii, 7 kwietnia 2016.

### Nagrody
Zwycięzcy zostaną wyróżnieni pogrubioną czcionką.
| Debiut - Her Story – Sam Barlow - Keep Talking and Nobody Explodes – Ben Kane, Brian Fette, Allen Pestaluky - Lovers in a Dangerous Spacetime – Matt Hammill, Jamie Tucker, Adam Winkels - Mini Metro – zespół produkcyjny - Ori and the Blind Forest – zespół produkcyjny - Prune – Joel McDonald, Kyle Preston                                                               | Fabuła - Everybody’s Gone to the Rapture – zespół produkcyjny - Her Story – Sam Barlow - Life Is Strange – zespół produkcyjny - Undertale – zespół produkcyjny - Until Dawn – zespół produkcyjny - Wiedźmin 3: Dziki Gon – zespół produkcyjny |
| Gra brytyjska - Batman: Arkham Knight – zespół produkcyjny - Everybody’s Gone to the Rapture – zespół produkcyjny - Her Story – Sam Barlow - Prison Architect – zespół produkcyjny - Tearaway Unfolded – zespół produkcyjny - Until Dawn – zespół produkcyjny | Gra familijna - Disney Infinity 3.0 – John Blackburn, John Vignocchi, Bob Lowe - FIFA 16 – zespół produkcyjny - Guitar Hero Live – zespół produkcyjny - Lego Dimensions – John Burton, James McLoughlin, Nick Ricks - Rocket League – zespół produkcyjny - Super Mario Maker – zespół produkcyjny                                                                               |
| Gra na urządzenia mobilne lub konsole przenośne - Alphabear – zespół produkcyjny - Fallout Shelter – zespół produkcyjny - Her Story – Sam Barlow - Lara Croft Go – zespół produkcyjny - Prune – Joel McDonald, Kyle Preston - The Room Three – zespół produkcyjny | Gra sieciowa - Destiny: The Taken King – zespół produkcyjny - Final Fantasy XIV: A Realm Reborn – zespół produkcyjny - Guitar Hero Live – zespół produkcyjny - Lego Dimensions – John Burton, James McLoughlin, Dave Dootson - Prison Architect – zespół produkcyjny - Wiedźmin 3: Dziki Gon – zespół produkcyjny                                                               |
| Gra sportowa - Dirt Rally – zespół produkcyjny - FIFA 16 – zespół produkcyjny - Football Manager 2016 – zespół produkcyjny - Forza Motorsport 6 – zespół produkcyjny - Pro Evolution Soccer 2016 – zespół produkcyjny - Rocket League – zespół produkcyjny | Innowacja - Everybody’s Gone to the Rapture – zespół produkcyjny - Her Story – Sam Barlow - Life Is Strange – zespół produkcyjny - Metal Gear Solid V: The Phantom Pain – zespół produkcyjny - Splatoon – zespół produkcyjny - Until Dawn – zespół produkcyjny |
| Muzyka - Assassin’s Creed Syndicate – zespół produkcyjny - Batman: Arkham Knight – zespół produkcyjny - Everybody’s Gone to the Rapture – zespół produkcyjny - Fallout 4 – zespół produkcyjny - Halo 5: Guardians – Kazuma Jinnouchi, Nobuko Toda, Peter Cobbin - Ori and the Blind Forest – Gareth Coker                                                                      | Najlepsza gra - Everybody’s Gone to the Rapture – zespół produkcyjny - Fallout 4 – zespół produkcyjny - Life Is Strange – zespół produkcyjny - Metal Gear Solid V: The Phantom Pain – zespół produkcyjny - Rocket League – zespół produkcyjny - Wiedźmin 3: Dziki Gon – zespół produkcyjny                                                                                      |
| Oryginalna własność intelektualna - Her Story – Sam Barlow - Keep Talking and Nobody Explodes – Ben Kane, Brian Fetter, Allen Pestaluky - Lovers in a Dangerous Spacetime – Matt Hammill, Jamie Tucker, Adam Winkels - Mini Metro – zespół produkcyjny - Ori and the Blind Forest – zespół produkcyjny - Prune – Joel McDonald, Kyle Preston                                   | Osiągnięcie artystyczne - Assassin’s Creed Syndicate – zespół produkcyjny - Batman: Arkham Knight – zespół produkcyjny - Everybody’s Gone to the Rapture – zespół produkcyjny - Metal Gear Solid V: The Phantom Pain – zespół produkcyjny - Ori and the Blind Forest – zespół produkcyjny - Wiedźmin 3: Dziki Gon – zespół produkcyjny                                          |
| Osiągnięcie w udźwiękowieniu - Assassin’s Creed Syndicate – zespół produkcyjny - Batman: Arkham Knight –zespół produkcyjny - Everybody’s Gone to the Rapture – zespół produkcyjny - Metal Gear Solid V: The Phantom Pain – zespół produkcyjny - Star Wars Battlefront – zespół produkcyjny - Wiedźmin 3: Dziki Gon – zespół produkcyjny                                        | Projekt gry - Bloodborne – zespół produkcyjny - Grow Home – zespół produkcyjny - Her Story – Sam Barlow - Lovers in a Dangerous Spacetime – Matt Hammill, Jamie Tucker, Adam Winkels - Rocket League – zespół produkcyjny - Wiedźmin 3: Dziki Gon – zespół produkcyjny |
| Tryb wieloosobowy - Destiny: The Taken King – zespół produkcyjny - Lovers in a Dangerous Spacetime – Matt Hammill, Jamie Tucker, Adam Winkels - Rocket League – zespół produkcyjny - Splatoon – zespół produkcyjny - Tom Clancy’s Rainbow Six Siege – zespół produkcyjny - World of Warships – zespół produkcyjny                                                              | Występ - Ashly Burch – Life Is Strange, rola: Chloe Price - Doug Cockle – Wiedźmin 3: Dziki Gon, rola: Geralt z Rivii - Merle Dandridge – Everybody’s Gone to the Rapture, rola: Kate Collins - Oliver Dimsdale – Everybody’s Gone to the Rapture, rola: Stephen Appleton - Mark Hamill – Batman: Arkham Knight, rola: The Joker - Masasa Moyo – Broken Age: Act 2, rola: Vella |
| BAFTA Ones to Watch Award - Selfienation – Cheri Skivington, Daniel Prihodko, Ricardo Barros, Zolton Tompa, Reka Lux, Hajnalka Szanto and Irina Kovalova - Sundown – Steven Li, Aaron Hong, Mclean Goldwhite, Theodore Park, Kenny Regan, Cynthia Cantrell, Gracie May and Jade Kim - The Wall Shall Stand – Edward Burton, Edward Grimes, Cameron Richards and Steven Sparkes | AMD eSports Audience Award - Call of Duty: Black Ops III - Counter-Strike: Global Offensive - Dota 2 - Hearthstone: Heroes of Warcraft - League of Legends - Smite |
| Źródło: BAFTA i Gry-Online | |

### Gry, które otrzymały wiele nagród lub nominacji
| Nominacje | Gra                                  |
| --------- | ------------------------------------ |
| 10        | Everybody’s Gone to the Rapture      |
| 7         | Her Story                            |
| 7         | Wiedźmin 3: Dziki Gon                |
| 5         | Batman: Arkham Knight                |
| 5         | Life Is Strange                      |
| 5         | Rocket League                        |
| 4         | Metal Gear Solid V: The Phantom Pain |
| 4         | Ori and the Blind Forest             |
| 4         | Until Dawn                           |
| 3         | Assassin’s Creed Syndicate           |
| 3         | Lovers in a Dangerous Spacetime      |
| 3         | Splatoon                             |
| 2         | Destiny: The Taken King              |
| 2         | Fallout 4                            |
| 2         | FIFA 16                              |
| 2         | Guitar Hero Live                     |
| 2         | Lego Dimensions                      |
| 2         | Prison Architect                     |
| 2         | Prune                                |